# Ingrid Ernest
Ingrid Ernest, geboren als Ingrid Isolde Friedegard Schultze, (* 5. April 1933 in Leipzig, Deutschland; † 9. November 1975) war eine deutsche Fernsehansagerin sowie Schauspielerin bei Bühne, Film und Fernsehen.

## Leben
Die Tochter des Universitätsprofessors Julius Oskar Ernst Schultze und seiner Frau Pauline Charlotte Schuster besuchte bis zu Beginn der 1950er Jahre die Oberschule in ihrer Heimatstadt Leipzig, ehe sie nach Berlin ging, um dort bei Hilde Körber an der Max-Reinhardt-Schule Schauspielunterricht zu nehmen. Zeitgleich erhielt sie in Stips, der letzten Kinoinszenierung des Leinwandveterans Carl Froelich, ihre erste winzige Filmrolle. Anschließend, von 1952 bis 1953, erhielt Ingrid Ernest ihr erstes Engagement an der Studio-Bühne Wolfenbüttel. Es folgten Gastspiele, die sie nach Gelsenkirchen und Bochum führten. Von 1954 bis 1957 ließ sich die schmale Kurzhaarblondine zum NWDR bzw. WDR nach Köln holen, wo sie als Fernsehansagerin arbeitete. Kurzzeitig wirkte Ernest auch beim Rundfunk in Leipzig und in Berlin.
1958 nahm sie ihre Tätigkeit als Filmschauspielerin wieder auf. Zwei Jahre darauf erhielt Ingrid Ernest von Wolfgang Liebeneiner die Titelrolle in der Curt-Goetz-Verfilmung Ingeborg, einer Gesellschaftskomödie über eine Frau zwischen zwei Männern. Trotz dieser Rückkehr auf die große Leinwand, gelang der Künstlerin nicht der Durchbruch; vielmehr sah man Ingrid Ernest nur noch sporadisch in einigen Fernsehinszenierungen. 1962 erhielt sie die weibliche Hauptrolle der Inken Peters in einer Adaption von Gerhart Hauptmanns Familiendrama Vor Sonnenuntergang. In dem erfolgreichen Durbridge-Mehrteiler Tim Frazer: Der Fall Salinger spielte sie 1963 noch einmal eine weibliche Hauptrolle. 1968 beendete sie ihre TV-Tätigkeit mit einer weiteren Bühnenadaption (Das Käthchen von Heilbronn), diesmal unter der Regie von Karl-Heinz Stroux, unter dessen Intendanz sie zu dieser Zeit am Düsseldorfer Schauspielhaus spielte.
Ingrid Ernest war seit 1958 mit dem zwölf Jahre älteren UFA-Filmmanager Arno Hauke verheiratet.

## Filmografie (komplett)
- 1951: Stips
- 1954: Bitte, Fräulein, schreiben Sie (Fernsehkurzfilm)
- 1958: Ist Mama nicht fabelhaft?
- 1960: Ingeborg
- 1961: Einladung ins Schloß (Fernsehfilm)
- 1962: Vor Sonnenuntergang (Fernsehfilm)
- 1963–64: Tim Frazer: Der Fall Salinger (Fernsehfilmmehrteiler)
- 1968: Das Käthchen von Heilbronn (Fernsehfilm)